# Asphalt Tribe
Asphalt Tribe – Kinder der Straße (englischer Originaltitel Can’t Get There from Here) ist ein Roman des US-amerikanischen Schriftstellers Morton Rhue (Todd Strasser), der das Leben einer Gruppe obdachloser Jugendlicher in New York beschreibt. Die Ich-Erzählerin ist ein fünfzehnjähriges Mädchen namens Jesse, genannt Maybe.

## Daten
Das Buch erschien in der englischsprachigen Originalausgabe unter dem Titel Can’t Get There from Here, die deutsche Erstauflage erschien 2004 im Ravensburger-Verlag (Morton Rhue: Asphalt Tribe. Kinder der Straße. Ravensburger Taschenbuch 2005, 220 Seiten mit einem Nachwort von Markus Seidel (Straßenkinder-Hilfsorganisation Off-Road-Kids), Übersetzung von Stefani Kampmann, ISBN 9783473582129). Der Roman ist in mehreren Ländern Lektüre im Literaturunterricht. Am 24. Mai 2007 wurde es als Projekt des Theaterjugendclubs am Meininger Theater unter Leitung von Ulrike Lenz uraufgeführt. Das Buch gibt es auch in einer Hörfassung von 2010 mit drei CDs (ISBN 978-3-8337-2625-5).

## Handlung
Im Roman erzählt Maybe von sich und ihren Freunden, die auf den Straßen New Yorks leben und sich „Asphalt Tribe“ nennen. Fast alle sind nach Misshandlungen durch ihre Eltern oder Stiefeltern von zu Hause weggelaufen oder wurden verstoßen. Sie erzählt von der ständigen Suche nach einem Aufenthaltsort und nach Nahrung, von der Angst vor Psychopathen, die Obdachlose aus Spaß umbringen, von Begegnungen mit skrupellosen Zuhältern, der Polizei und Jugend-Sozialarbeitern.
In einer Bibliothek, in der sie sich nur waschen wollte, lernt Maybe den dortigen Mitarbeiter Anthony kennen, der zu einer großen Hoffnung für sie wird. Er gibt ihr Essen und Kleidung und versucht ihr aus der Obdachlosigkeit herauszuhelfen. Allerdings lehnen sie und die anderen Mitglieder der Gruppe Angebote durch Jugendhilfseinrichtungen weitgehend ab. Beispielsweise wird Maybe und Tears öfter von einem Jugendheim ein Schlafplatz angeboten, doch nach einer Nacht kehren sie zur Straße zurück, weil ihnen in der Einrichtung ihrer Meinung nach zu viele Regeln auferlegt werden.
Mit voranschreitender Handlung muss Maybe mit ansehen, wie sich die Clique nach und nach auflöst: Country Club stirbt an einer Alkoholvergiftung, Rainbow begeht Selbstmord und 2Moro wird erdrosselt. Maggot geht wieder zu seinen Eltern zurück, OG und Jewel, zwei Mitglieder des Asphalt Tribe, werden in ein Krankenhaus eingeliefert. Die 12-jährige Tears wird zu ihren Großeltern gebracht. Am Ende des Romans bleibt nur noch Maybe übrig.

## Charaktere
- Maybe (eigentlicher Name Jesse): Protagonistin; 15. Sie ist mit ihrer Mutter bei einem Wanderzirkus aufgewachsen. Ihre alkoholkranke Mutter hatte sie misshandelt und schließlich verstoßen, weil kein Geld für sie, ihre vier jüngeren Geschwister und den Alkohol da war. Seitdem lebt Maybe auf der Straße. Sie hat eine Pigmentstörung (Vitiligo) und weiße Flecken am ganzen Körper. Ihr Name Maybe kommt daher, dass ihr Lieblingssatz „Kann sein“ ist und sie häufig Fragen so beantwortet (Kann sein, dass sie morgen noch lebt, kann sein, dass ich heute sterbe, kann sein, dass ich heute nichts zu essen bekomme ....).
- Rainbow (eigentlicher Name Mary Ellen Golding): 16; ist drogensüchtig, hat blonde Haare, stammt aus North Miami Beach. Rainbow wurde ihrer Mutter entzogen, weil diese sie für Drogen verkuppelte. Seit sie 15 ist, lebt sie auf der Straße. Sie ist zwangsneurotisch und depressiv, ritzt sich und begeht schließlich, so vermutet die Polizei, Selbstmord. Arbeitet als Prostituierte. Ihr Spitzname bezieht sich auf ihre Schönheit, für Maybe ist sie das schönste Mädchen der Welt. Maybe (Jesse) ist ihre beste Freundin.
- OG (eigentlicher Name Harrison Blanchard): 22; lebt als „Penner“ auf der Straße. Er ist verbittert, seit sein bester Freund Country Club gestorben ist. OG wird schwer krank ins Krankenhaus gebracht. Man erfährt nicht mehr, ob er überlebt oder nach einer Behandlungszeit zurück auf die Straße geht. OG ist Hip-Hop-Slang und bedeutet Original Gangster, (deutsch: ursprünglicher/echter Gangster). Mit diesem Kürzel wird jemand bezeichnet, der lange in schlimmen Verhältnissen gelebt hat bzw. aufgewachsen ist und dies nicht nur vorgibt, um einer Gangster/Ghetto-Mode gerecht zu werden.
- Country Club (eigentlicher Name Alexander Mittelson): 22; taucht nur als Leiche und in einer Rückblende auf. Er war Sohn eines Anwalts und einer Juraprofessorin und litt an einem Aufmerksamkeits-Defizit-Syndrom (ADS).
- Maggot (deutsch: Made) (eigentlicher Name Stuart) hat die Gruppe „Asphalt Tribe“ zusammengebracht und gibt sich als überzeugter Anarchist. Er gibt vor, seine Eltern seien tot, wird aber von ihnen wieder von der Straße geholt. Er verhält sich sehr egoistisch. Er verkauft Backpulver und Aspirin als Drogen, um Geld zu verdienen.
- 2Moro (tomorrow, deutsch: morgen) (eigentlicher Name Angel Perez): 15; stammt aus New Jersey; wurde als Kind sexuell missbraucht. Mit acht Jahren ist sie HIV-positiv und geht der Prostitution nach. Sie gibt mehr Geld für Zigaretten als für Nahrung aus. Sie wird erdrosselt.
- Jewel: (deutsch: Juwel) ein Transvestit; geht auch der Prostitution nach und träumt von einem Leben weit weg vom Elend der Straße. Er wird nach der Ermordung von 2Moro, die er wie eine Schwester liebt, wahnsinnig. Lebte in New Jersey.
- Tears (deutsch: Tränen) (eigentlicher Name Nikki Frimer) ist 12 Jahre alt, kommt aus Hundred, West Virginia und ist von zu Hause weggelaufen, nachdem der neue Freund der Mutter eingezogen ist und sie missbrauchte. Sie ist sehr naiv, weint häufig und braucht den Schutz der anderen; sie wird schließlich von Maybe und Anthony zu ihren Großeltern gebracht. Sie war das neuste und jüngste Mitglied im Asphalt Tribe.
- Pest (alias Lightning), ein 14 Monate alter Hund, stammt aus der Zucht eines Hundezüchters in Danbury, wurde als Weihnachtsgeschenk gekauft und ein paar Monate heiß geliebt, dann aber in einem Park in Greenwich, Connecticut „verloren“, als er sich als nicht ganz stubenrein erwies. Später tauchte er in New York City auf, wo er von OG adoptiert wurde. Er starb mit 14 Monaten an Unterernährung.

### Andere Personen
- Anthony: Bibliothekar; er hat die gleiche weißgefleckte Haut (Vitiligo) wie Maybe und hilft Maybe und Tears. Er zeigt Maybe, dass das Leben auf der Straße überhaupt nichts mit Freiheit zu tun hat, und hilft Tears, ihre Großeltern ausfindig zu machen.
- Officer Ryan: eine junge Polizistin, die sehr hilfsbereit gegenüber den Straßenkindern ist. Sie bringt Rainbow weg und eröffnet Maybe, dass Rainbow Selbstmord begangen hat.
- Bobby ist die Aufsicht in der Bücherei und Sicherheitsperson, sehr grob zu Maybe und Rainbow.
- Officer Johnson ist ein Polizist, der an der Seite von Officer Ryan arbeitet.

## Rezension
Perlentaucher verzeichnet zwei Rezensionen:
- Cathrin Kahlweit schreibt in der Süddeutschen Zeitung im März 2004 unter anderem, der Roman sei „kein Buch zum Tränenvergießen“. Der amerikanische Autor verkünde keine moralischen Imperative, sondern beschreibe das Leben, wie es eben auch sein könne. Rhue sei kein politisch korrekter Autor, der „mit dem Wohlwollen der Gutmenschen spekuliert“.
- In der Frankfurter Allgemeinen Zeitung schreibt 2004 Rezensent Andreas Obst, ihn störe „an diesem Roman über eine Gruppe Jugendlicher, die im eiskalten New Yorker Winter auf der Straße haust, dass Autor Rhue nur an den grellen und plakativen Oberflächenreizen seiner Geschichte entlang erzählt.“